# Alekséi Berezutski
Alekséi Vladímirovich Berezutski (en ruso: Алексей Владимирович Березуцкий; Moscú, Unión Soviética, 20 de junio de 1982) es un exfutbolista y entrenador ruso. Jugaba de defensa y desde junio de 2024 es asistente de Marko Nikolić en el P. F. C. CSKA Moscú.

## Biografía
Alekséi Berezutski empezó su carrera profesional en el Torpedo-ZIL, actual FC Moscú, equipo que le fichó junto con su hermano gemelo Vasili Berezutski. A Alekséi se le conoce como el mayor de los gemelos Berezutski.
Tras un breve paso por el FC Chernomorets Novorossiysk se marcha jugar al CSKA de Moscú en 2001, coincidiendo de nuevo con su hermano, que había fichado por este club unos meses atrás. En su primera temporada ganó una Copa de Rusia, y en la siguiente conquistó el título de Liga. En la temporada 2004-05 su equipo realiza un gran año y se proclama campeón de la Copa de la UEFA, donde ganó la final al Sporting de Lisboa por un gol a tres. Alekséi anotó uno de los goles de la final. También gana esa misma temporada la Liga y la Copa de Rusia. Lamentablemente en verano no pudo proclamarse campeón de la Supercopa de Europa al caer derrotado por el Liverpool FC. Al año siguiente consigue un triplete (Liga, Copa y Supercopa).

## Selección nacional
Fue internacional con la selección de fútbol de Rusia en 58 ocasiones. Su debut como internacional se produjo en 2003.
Fue convocado para participar en la Eurocopa de Austria y Suiza de 2008, aunque finalmente no llegó a debutar en este torneo.

## Clubes

### Como jugador
| Club                            | País  | Año       |
| ------------------------------- | ----- | --------- |
| F. C. Moscú                     | Rusia | 2000-2001 |
| F. C. Chernomorets Novorossiysk | Rusia | 2001      |
| P. F. C. CSKA Moscú             | Rusia | 2001-2018 |

### Como entrenador
| Club                | País  | Año       |
| ------------------- | ----- | --------- |
| P. F. C. CSKA Moscú | Rusia | 2021-2022 |

## Palmarés

### Títulos nacionales
| Título                | Club                | País  | Año  |
| --------------------- | ------------------- | ----- | ---- |
| Copa de Rusia         | P. F. C. CSKA Moscú | Rusia | 2002 |
| Liga Premier de Rusia | P. F. C. CSKA Moscú | Rusia | 2003 |
| Supercopa de Rusia    | P. F. C. CSKA Moscú | Rusia | 2004 |
| Copa de Rusia         | P. F. C. CSKA Moscú | Rusia | 2005 |
| Liga Premier de Rusia | P. F. C. CSKA Moscú | Rusia | 2005 |
| Supercopa de Rusia    | P. F. C. CSKA Moscú | Rusia | 2006 |
| Copa de Rusia         | P. F. C. CSKA Moscú | Rusia | 2006 |
| Liga Premier de Rusia | P. F. C. CSKA Moscú | Rusia | 2006 |
| Supercopa de Rusia    | P. F. C. CSKA Moscú | Rusia | 2007 |
| Copa de Rusia         | P. F. C. CSKA Moscú | Rusia | 2008 |
| Supercopa de Rusia    | P. F. C. CSKA Moscú | Rusia | 2009 |
| Copa de Rusia         | P. F. C. CSKA Moscú | Rusia | 2009 |
| Copa de Rusia         | P. F. C. CSKA Moscú | Rusia | 2011 |
| Liga Premier de Rusia | P. F. C. CSKA Moscú | Rusia | 2013 |
| Copa de Rusia         | P. F. C. CSKA Moscú | Rusia | 2013 |
| Supercopa de Rusia    | P. F. C. CSKA Moscú | Rusia | 2013 |
| Liga Premier de Rusia | P. F. C. CSKA Moscú | Rusia | 2014 |
| Supercopa de Rusia    | P. F. C. CSKA Moscú | Rusia | 2014 |
| Liga Premier de Rusia | P. F. C. CSKA Moscú | Rusia | 2016 |

### Títulos internacionales
| Título          | Club                | Sede   | Año  |
| --------------- | ------------------- | ------ | ---- |
| Copa de la UEFA | P. F. C. CSKA Moscú | Lisboa | 2005 |